# John K. Giles
John Knight Giles, né le 16 février 1895 à Elgin au Tennessee et mort le 8 février 1979 à Sierra Madre en Californie. Ce voleur et meurtrier américain est connu pour avoir été l'auteur d'une tentative d'évasion du pénitencier fédéral d'Alcatraz en 1945.

## Biographie

### Condamnations
John K. Giles fut condamné à une peine de prison à perpétuité pour meurtre et commença à purger sa peine en Oregon mais il s'évada par la suite de cette prison.
Après cette évasion, il fit une tentative de vol du train postal Denver and Rio Grande Western mais il fut repris par les forces de l'ordre et condamné à une nouvelle peine de prison pour cette tentative de vol le 11 mai 1945.
Giles commença à purger sa peine à la prison de l'île McNeil à partir du 17 juin 1935.
Néanmoins, en raison de ses risques d'évasion et de la longévité de sa peine, il fut décidé , le 28 août 1935 de transférer John K. Giles au pénitencier fédéral d'Alcatraz.

### Incarcération et tentative d'évasion d'Alcatraz
Après avoir été incarcéré à Alcatraz, Giles travailla à la blanchisserie du pénitencier chargée de nettoyer les uniformes militaires de l'armée. Alors qu'il avait pour tâche de décharger les bateaux apportant ces uniformes sur l'île, il en profita pour en voler un. Une fois déguisé en militaire grâce à cet uniforme, il réussit à repartir avec les militaires à bord du bateau qui avait amené les uniformes à Alcatraz par une trappe à marchandises située sous le pont. Néanmoins, le bateau fit route, non pas vers San Francisco comme l'espérait Giles mais vers Angel Island.
Pendant ce temps, les gardiens du pénitencier avaient constaté en comptant les prisonniers que Giles était absent et avaient lancé une vedette après le bateau militaire en lui demandant de ne laisser débarquer personne. Giles tenta de justifier sa présence auprès des militaires, qui avaient remarqué sa présence à bord alors qu'il leur était inconnu, en prétendant être un monteur de lignes travaillant sur le câble.
Néanmoins, les militaires finirent par découvrir la supercherie en réalisant que l'uniforme de John K. Giles était incorrect et que son laissez-passer était faux. Il fut ramené à Alcatraz dans la matinée même de son départ du pénitencier à bord du bateau.

### Après l'évasion
L'histoire de la capture de Giles et de sa tentative d'évasion a été présentée en 1945 dans Gang Busters, une émission de radio américaine relatant des affaires policières.
John K. Giles meurt le 8 février 1979 à Sierra Madre en Californie à l'âge de 83 ans.